# Ресурси і запаси природного газу

Мапа доведених запасів природного газу, 2014

Ресурси і запаси природного газу (англ. resources and reserves of natural gas, нім. Ressourcen f pl und Vorräte m pl an Erdgas (Naturgas)).
Переважна кількість розвіданих запасів природного газу (понад 90 %) розташована в газових або газоконденсатних родовищах. Розвідані запаси газу в світі — понад 80 трлн м³. З надр видобуто близько 60 трлн м³ при щорічному видобутку понад 2 трлн м³ газу. Розвідані запаси газу складають (в млрд т умовного палива): світові — 180; європейські — 70; українські — 1,5. За прогнозами вичерпання планетарних запасів природного газу слід очікувати у 2050–2055 рр.

## Загальна характеристика
Початкові ресурси природного горючого газу світу, за різними оцінками, становлять 327–546 трлн м³. Геологічна служба США оцінює ресурси газу країн пострадянського простору в 107 трлн м³ і не враховує ресурси глибоководних акваторій (за підрахунками російських фахівців — 63 трлн м³). За даними «Газпрому» станом на 01.01.1991 р., початкові ресурси газу країн пострадянського простору становили 250 трлн м³.
Загалом оцінки світових ресурсів газу зростають. Так, Геологічна служба США визначала початкові ресурси природного газу у світі на 01.01.1985 р. в 263 трлн м³ (в тому числі прогнозні ресурси — 119 трлн м³), на 01.01.1990 р. — в 297 трлн м³ (125 трлн м³), на 01.01.1993 р. — в 327 трлн м³ (132 трлн м³). До 1998 р. з надр добуто (накопичений видобуток) бл. 57,7 трлн м³ газу.
Понад 30 % світових початкових ресурсів природного газу припадає на частку країн пострадянського простору, приблизно 20 % — на країни Близького і Середнього Сходу, 10–17 % — на Північну Америку. Приблизно рівні початкові ресурси (понад 6 %) мають у своєму розпорядженні Африка і Латинська Америка. Початкові ресурси газу Південної, Південно-Східної і Центральної Азії та Далекого Сходу становлять 77,5 % світових. На Європу без країн пострадянського простору припадає 4–6 % світових початкових ресурсів природного газу, на Австралію і Океанію — близько 1 %, на Антарктиду (прогнозні ресурси) — 1,4–2,2 %.
Запаси природного газу розвідані в 102 державах (табл.). Близько половини всіх доведених запасів природного газу припадає на країни, що розвиваються, приблизно 40 % — на країни з плановою і перехідною економікою і лише близько 8 % — на індустріально розвинені країни. У країнах-членах ОПЕК концентрується 41 % запасів.
Доведені світові запаси газу на 2015 р. складали 187 трлн м³. Ресурсне забезпечення видобутку — 52,8 років.
На межі ХХ — XXI ст. розвіданість ресурсів гідратів метану була ще досить фрагментарною, проте початок ХХІ ст. привів до більш системних і широких геологічних досліджень морського дна, що виявило значний потенціал газогідратних ресурсів. Світові запаси морських гідратів переважно приурочені до донних і піддонних покладів невеликої глибини залягання, оскільки вони характерні для материкових і острівних схилів до підніжжя і глибин внутрішніх і окраїнних морів. Сумарні запаси метану газогідратів на порядок перевищують відомі запаси конвенційних (звичайних) родовищ природного газу й у перспективі являють собою найпотужніше джерело мінеральних енергоресурсів. Наразі лише частина цих родовищ, зосереджених вздовж берегової смуги материків, може розглядатися як потенційно-промислові.
Табл. Доведені запаси природного газу на межі ХХ — XXI ст.
(млрд м) і забезпеченість видобутку запасами
| Континенти, країни  | Запаси доведені | Частка в світі, % | Забезпеченість, роки |
| Європа              | 6775,1          | 4,6               | 19                   |
| Австрія             | 24              | 0                 | 17                   |
| Албанія             | 1,6             | 0                 | 53                   |
| Білорусь            | 10r             | 0                 | 50                   |
| Болгарія            | 6r              | 0                 | 158                  |
| Велика Британія     | 760             | 0,5               | 8                    |
| Угорщина            | 90              | 0,1               | 19                   |
| Німеччина           | 347             | 0,2               | 15                   |
| Греція              | 8,5             | 0                 | 121                  |
| Данія               | 110             | 0,1               | 12                   |
| Ірландія            | 20              | 0                 | 8                    |
| Іспанія             | 17              | 0                 | 85                   |
| Італія              | 300             | 0,2               | 15                   |
| Нідерланди          | 1785            | 1,2               | 22                   |
| Норвегія            | 1480            | 1                 | 23                   |
| Польща              | 149             | 0,1               | 33                   |
| Румунія             | 397             | 0,3               | 19                   |
| Словаччина          | 15              | 0                 | 50                   |
| Словенія            | …               | 0                 | 0                    |
| Україна             | 1136            | 0,8               | 62                   |
| Франція             | 21              | 0                 | 5                    |
| Хорватія            | 37              | 0                 | 20                   |
| Чехія               | 4               | 0                 | 40                   |
| колишня Югославія   | 57              | 0                 | 75                   |
| Азія (без Росії)    | 66907,6         | 45,6              | 112                  |
| Азербайджан         | 225r            | 0,2               | 38                   |
| Афганістан          | 100             | 0,1               | 500                  |
| Бангладеш           | 300             | 0,2               | 39                   |
| Бахрейн             | 142             | 0,1               | 14                   |
| Бруней              | 400             | 0,3               | 34                   |
| В'єтнам             | 170             | 0,1               | 113                  |
| Грузія              | 3,5r            | 0                 | 70                   |
| Ізраїль             | 0,3             | 0                 | 15                   |
| Індія               | 491             | 0,3               | 22                   |
| Індонезія           | 3900            | 2,7               | 44                   |
| Йорданія            | 5,7             | 0                 | 19                   |
| Ірак                | 3107            | 2,1               | 723                  |
| Іран                | 22986           | 15,7              | 251                  |
| Ємен                | 480             | 0,3               | 40                   |
| Казахстан           | 1840            | 1,3               | 302                  |
| Катар               | 8490            | 5,8               | 493                  |
| Киргизстан          | 5,7             | 0                 | 143                  |
| Китай               | 1199            | 0,8               | 50                   |
| Кувейт              | 1492            | 1                 | 159                  |
| Малайзія            | 2462            | 1,7               | 49                   |
| М'янма              | 424             | 0,3               | 249                  |
| ОАЕ                 | 5922            | 4                 | 165                  |
| Оман                | 777             | 0,5               | 97                   |
| Пакистан            | 658             | 0,4               | 33                   |
| Росія               | 47500           | 32,4              | 83                   |
| Саудівська Аравія   | 5773            | 3,9               | 77                   |
| Сирія               | 238             | 0,2               | 54                   |
| Таджикистан         | 9,4             | 0                 | 313                  |
| Таїланд             | 353             | 0,2               | 21                   |
| Тайвань             | 76              | 0,1               | 88                   |
| Туркменістан        | 2858            | 1,9               | 165                  |
| Туреччина           | 9               | 0                 | 45                   |
| Узбекистан          | 1873            | 1,3               | 37                   |
| Філіппіни           | 99              | 0,1               | 17069                |
| Японія              | 39              | 0                 | 18                   |
| Африка              | 10138,3         | 6,9               | 50                   |
| Алжир               | 3931            | 2,7               | 30                   |
| Ангола              | 48              | 0                 | 10                   |
| Бенін               | 1,2             | 0                 | …                    |
| Ґабон               | 34              | 0                 | 13                   |
| Ґана                | 24              | 0                 | …                    |
| Дем. Респ. Конго    | 1               | 0                 | 5                    |
| Екватор. Ґвінея     | 37              | 0                 | 67                   |
| Ефіопія             | 25              | 0                 | …                    |
| Єгипет              | 814             | 0,6               | 47                   |
| Камерун             | 110             | 0,1               | 52                   |
| Конго               | 91              | 0,1               | 70                   |
| Кот-д'Івуар         | 30              | 0                 | 55                   |
| Лівія               | 1310            | 0,9               | 105                  |
| Мадагаскар          | 2               | 0                 | …                    |
| Марокко             | 1,4             | 0                 | 14                   |
| Мозамбік            | 57r             | 0                 | …                    |
| Намібія             | 85              | 0,1               | …                    |
| Нігерія             | 3250            | 2,2               | 108                  |
| ПАР                 | 23              | 0                 | 12                   |
| Руанда              | 57              | 0                 | …                    |
| Сенегал             | 10r             | 0                 | 100                  |
| Сомалі              | 5,7             | 0                 | …                    |
| Судан               | 85              | 0,1               | …                    |
| Танзанія            | 28              | 0                 | …                    |
| Туніс               | 78              | 0,1               | 195                  |
| Америка             | 14582,4         | 9,9               | 14                   |
| Аргентина           | 683             | 0,5               | 20                   |
| Барбадос            | 0,1             | 0                 | …                    |
| Болівія             | 130             | 0,1               | 25                   |
| Бразилія            | 228             | 0,2               | 23                   |
| Венесуела           | 4050            | 2,8               | 81                   |
| Ґватемала           | 0,3             | 0                 | 3                    |
| Еквадор             | 105             | 0,1               | 105                  |
| Канада              | 1840            | 1,3               | 10                   |
| Колумбія            | 226             | 0,2               | 24                   |
| Куба                | 1               | 0                 | 10                   |
| Мексика             | 1796            | 1,2               | 39                   |
| Перу                | 198             | 0,1               | 158                  |
| США                 | 4711            | 3,2               | 7                    |
| Тринідад і Тобаго   | 516             | 0,4               | 47                   |
| Чилі                | 98              | 0,1               | 26                   |
| Австр. і Ок.        | 788             | 0,5               | 21                   |
| Австралійський Союз | 550             | 0,4               | 17                   |
| Нова Зеландія       | 68              | 0                 | 12                   |
| П.-Нова Ґвінея      | 170             | 0,1               | 1417                 |
| Разом               | 146691,4        | 100               | 52                   |

r — оцінка

## За регіонами і країнами

Список країн-лідерів за запасами природного газу (за даними British Petroleum Corp., 2014 р.)

У 2018 році за даними американських інституцій доведені запаси природного газу по країнах зафіксовані на такому рівні: 24,2 % — Росія ; 17,1 % — Іран; 12,2 % — Катар; 4,4 % — США; 4,4 % — Саудівська Аравія; 3,8 % — Туркменістан; 3,1 % — ОАЕ; 2,9 % — Венесуела; 2,8 % — Нігерія; 2,8 % — Китай; 22,4 % — інші країни. За даними British Petroleum станом на 2013 рік картина дещо інша: перевіреними ресурсами (в кубічних кілометрах) є світові 187 300, Іран 33 600, Росія 32 900, Катар 25 100, Туркменістан 17 500 та США 8500 При цьому за оцінками, існує близько 900 000 км³ «нетрадиційного» газу, такого як сланцевий газ.
У Росії доведені запаси газу розподіляються по економічних районах таким чином: на райони європейської частини країни припадає 4,9 трлн м3 (у тому числі на Поволзький — 5,9 %, Уральський — 2,3 %, Північний — 1,5 %, Північно-Кавказький — 0,6 %), Західного Сибіру — 36,8 трлн м3 (77,5 %), Східного Сибіру — 1,0 трлн м³, Далекого Сходу — 1,1 трлн м³, шельфу — 3,7 трлн м³. Найбільшими газовими родовищами є Уренгойське і Ямбурзьке. На п-ові Ямал на 25 родовищах розвідано 10,4 трлн м³ запасів. У акваторії Баренцового моря запаси газу понад 3 трлн м³.
У Туркменістані значна частина запасів приурочена до газових родовищ Даулетабад (доведені запаси на 01.01.1997 р. — 707 млрд м³) і Яшлар (764,1 млрд м³).
Близький і Середній Схід. Приблизно третя частина доведених світових запасів газу зосереджена в країнах Близького та Середнього Сходу (Іран, Катар, Абу-Дабі, Саудівська Аравія), що належать до нафтогазоносного басейну Перської затоки. У басейні відкрито 90 газових (у тому числі 11 морських) родовищ. Основна частина запасів газу приурочена до відкладів пермі та кайнозою. Значна частина нафтових покладів містить великі газові шапки. Характерна більш висока концентрація газу (понад 80 % запасів) на складчастому борту басейну (Месопотамський прогин). Тут продуктивні карбонатні відклади олігоцену нижнього міоцену (вапняки світи Асмарі), а також карбонатні відклади верхньокрейдової групи Бангестан. На платформному борту (східний край Аравійської плити) скупчення газу приурочені до пермських карбонатних порід (світа Хуфф), що залягають на глибині 2700-3500 м.
У Ірані переважна частина доведених запасів газу припадає на вільний газ; запаси попутного газу — приблизно 3,4 трлн м³. Частка в світі за ресурсами природного газу — 15,7 %.
У Катарі розташоване морське газове родовище Норт з доведеними запасами 6,76 трлн м³; геологічні запаси перевищують 10-12 трлн м³. Це — третє місце в світі після Ірану та РФ.
У Об'єднаних Арабських Еміратах (ОАЕ) запаси газу виявлені в основному в Абу-Дабі, а також в еміратах Шарджа, Дубай і Расах-ель-Хайма. За підтвердженими запасами природного газу ОАЕ займають 4-е місце у світі (після Ірану, Росії і Катару).
У Саудівській Аравії, де природний газ ніколи не був цільовим об'єктом пошуків, третина його доведених запасів припадає на попутний газ родовища Гавар. Газ залягає на глибині декількох сотень метрів.
У Іраку бл. 70 % доведених запасів припадає на попутний газ, 20 % — на вільний, 10 % — на газ газових шапок. Основна частина запасів попутного газу містяться в нафтових родовищах Киркук, Айн-Залу, Бутма, Бай-Хассан (на півночі країни), а також в родовищах Румейла-Норт, Румейла-Саут і Зубейр (на півдні).
У Бахрейні початкові запаси газу нафтогазового родовища Авалі визначаються в 570 млрд м³.
У США прогнозні ресурси природного газу оцінюються Комітетом по газових ресурсах (US Potential Gas Committee) на 01.01.1999 р. в 25,36 трлн м³ (на 01.01.1997 р. — 26,06 трлн м³). Крім того, прогнозні ресурси газу вугільних родовищ складають, за оцінкою, 4 трлн м³. Ресурси природного газу знаходяться в основних газоносних регіонах: Мексиканської затоки — 7513,6 трлн м³; Аляска — 5484,5 трлн м³; басейни Скелястих гір — 4245 трлн м³; Західний Внутрішній НГБ (Мідконтинент) — 3455,4 трлн м³; Приатлантичний регіон — 2940,4 трлн м³; Тихоокеанський регіон — 1052,8 трлн м³.
У Канаді прогнозні ресурси газу провінції Альберта (Західно-Канадський НГБ) оцінюються Канадським комітетом по газу (Canadian Gas Potential Committee) в 3452,6 трлн м³. Значні перспективи зв'язуються зі східними акваторіями Канади; прогнозні ресурси природного газу в межах шельфу між Ньюфаундлендом і Новою Шотландією визначаються в 1415 трлн м³. У цих оцінках не враховуються ресурси важкодоступних районів і ресурси газу вугільних родовищ («unconventional resources»). Основна частина доведених запасів газу в Канаді зосереджена в Західно-Канадському НГБ, де виявлено 1621 газове родовище.
У Венесуелі початкові ресурси газу оцінюються в 12964 трлн м³. У венесуельській частині басейну Маракайбо (на північному заході країни) розвідані відносно великі запаси газу, але це на 90 % розчинений газ нафтових родовищ. Відкрито 4 газових родовища. Розчинений газ еоцен-міоценових відкладів родовищ зони Болівар жирний, із вмістом важких гомологів метану до 16 %. У Орінокському НГБ (на сході країни) міститься 35 % запасів газу. Відкрито 17 газових родовищ, в тому числі 14 — на акваторії.
У Алжирі основна продуктивність пов'язана з Алжиро-Лівійським НГБ. У західній частині басейну (газоносні западини Ахне і Тімімун) газові родовища переважно дрібні і середні. Доведені запаси газу западини Ахне (24 родовища) оцінюються в 267 трлн м³, западини Тімімун (17 родовищ) — в 290 трлн м³. Продуктивні силурійські і девонські пісковики, вапняки і доломіт, а також кембрій-ордовикські і нижньокам'яновугільні відклади на глибинах 900–2400 м. У північно-східній частині НГБ (нафтогазоносні області Тріасова, Гадамес і Іллізі) відкрито 47 газових родовищ. Продуктивні пісковики кембрію, ордовика, силуру-девону, карбону і тріасу. У Тріасової області (20 газових і газоконденсатних родовищ) найбільше значення мають піщані горизонти тріасу.
Газоконденсатне родовище Хассі-Р'Мель розташоване в центральній частині склепіння Тільремт. Продуктивні три горизонти пісковиків нижнього тріасу в інтервалі глибин 2100–2300 м. Початкові геологічні запаси газу — 2,8 трлн м³. В області Іллізі виявлено бл. 20 нафтогазових і 27 газових родовищ. Приблизно 85 % запасів газу Алжиру припадає на вільний газ газових родовищ і газових шапок нафтових родовищ; інший газ розчинений в нафті (г. ч. родовища Хассі-Мессауд). Основні газові родовища країни, крім Хассі-Р'Мель (в дужках — початкові запаси, що добуваються, трлн м³): Рурд-Нусс (372), Ста (218), Хассі-Туіль (195), Тін-Фуйє-Табанкорт (156), Ін-Аменас (155), Хамра (100), Ін-Сала (71) та ін.
У Нігерії, де досі пошуково-розвідувальні роботи були орієнтовані на нафту, реальні запаси газу можуть значно перевищувати існуючі оцінки. На сьогодні відомо бл. 25 родовищ газу. Переважна частина запасів — газ у газових шапках нафтових родовищ (бл. 70 %), а також газ, розчинений у нафті.
На країни Південної і Південно-Східної Азії припадає бл. 6 % світових доведених запасів газу. В Індонезії, за оцінками державної нафтової і газової компанії Pertamina, загальні запаси газу можуть досягати 7,56 трлн м³. Велика їх частина приурочена до Північно-Суматринського (19 газових родовищ), Центрально-Суматринського НГБ (12), Південно-Суматринського (33), Східно-Калімантанського (48), а також до Північно-Яванського (38 родовищ) НГБ. Всі НГБ пов'язані з крайовими і внутрішньоскладчастими прогинами, заповненими теригенно-карбонатними породами кайнозою потужністю до 10 км. Продуктивні піщані, карбонатні і вулканогенно-осадові відклади від еоцену до пліоцену включно, що залягають на глибинах від 0,1 до 4 км.
У Західній Європі (3,1 % світових запасів) основні ресурси газу зосереджені в Центрально-Європейському НГБ, г. ч. в синеклізі Північного моря. Газоносні в основному відклади карбону, пермі і тріасу. Велика частина газових ресурсів пов'язана з південним бортом западини. Загалом виявлено 329 газових родовищ (у тому числі 109 — морських). Значний ареал газоносних зон пов'язаний з Англо-Голландським прогином (Англійська западина). Доведені запаси природного газу британського сектора Північного моря оцінюються в 699 трлн м³; основні газові родовища (трлн м³ газу): Леман (161), Британія (84,9), Індіфетіґейбл (48) і Кліппер (22,6). Запаси газоконденсатних родовищ Елджін і Франклін — 45 млн т конденсату і 48,4 трлн м³ газу. Норвезьке нафтогазове родовище Троль є найбільшим у Північному морі. Родовище розділене на дві структури: Троль-Іст і Троль-Вест. Доведені запаси покладу Троль-Іст — 1300 трлн м³ газу і 17 млн т конденсату. Нафтовий поклад Троль-Вест містить бл. 31 трлн м³ попутного газу.
В Україні Державним балансом на початок ХХІ ст. враховано бл. 290 родовищ природного газу. Більшість родовищ — комплексні. З них 79 — газові, 98 — газоконденсатні, 53 — нафтоконденсатні, газонафтові та нафтогазові — 11. Початкові сумарні ресурси природного газу складають бл. 6700 млрд м³.
Станом на 2017 р. розвіданих запасів газу в Україні при існуючих темпах видобутку — близько 20,5 млрд кубометрів газу на рік — вистачить на 22 роки. За даними, які навів голова правління «Надра України» Ярослав Климович "В Україні 402 родовища вуглеводнів … в промисловій розробці — 269. Державним балансом запасів корисних копалин України в 402 родовищах враховуються здобуті запаси природного газу в кількості 905,6 млрд кубометрів (видобуто 68,9 % всіх запасів) … Як показує досвід видобувних робіт в Україні, з цих запасів можна добути тільки половину (452,8 млрд кубометрів газу, — ред.), а це на 22 роки видобутку".

## За різновидами природного газу

### Попутний газ
До початку половини XX століття більшість природного газу, пов'язаного з нафтою, або просто вивільнялася, або спалювалася на нафтових родовищах. Газовідведення та спалювання попутного газу досі практикуються в сучасний час.

### Сланцевий газ
За оцінками, у світі існує близько 900 000 км³ «нетрадиційного» газу, такого як сланцевий газ
За іншою оцінкою — департаменту енергетики США, обсяг «технічно видобутих» світових
запасів сланцевого газу в 41 країні світу становить понад 200 трлн м³.
Провідне місце за вилученими запасами сланцевого газу в порядку зниження займають Китай, Аргентина, Алжир, США і Канада. Росія по
запасам сланцевого газу знаходиться на 9-му місці.

### Гази вугільних родовищ
Метан вугільних родовищ є в ряді країн світу: в Німеччині (ресурси 3–4 трлн м³), Англії (1,9–2,8 трлн м³), Австралії (6,0 трлн м³), США — до глибини 900 м від 8,5 до 14 трлн м³.
В Україні ресурси метану в розвіданих кондиційних вугільних шарах до глибини 1 800 м коливаються в межах 450–550 млрд м³.

### Гідрат метану
Ресурси метану в газогідратах оцінюються до 85 % від всіх світових ресурсів природного газу. Але розвіданість ресурсів гідратів метану на межі початок XXI ст. ще досить фрагментарна.
В Україні Чорне море багате газогідратними родовищами (до 65–70 трлн м³), а в районі глибоководної Кримської частини моря запаси газогідратних родовищ складають понад 20 трлн м³. Зокрема, прогнозуються великі запаси гідрату метану в палеодельті Дніпра.